# オークス・エームス (植物学者)
オークス・エームス（Oakes Ames 、1874年9月26日 - 1950年4月28日）はアメリカ合衆国の植物学者である。ラン科の植物の分類を専門とし、ハーバード大学植物博物館の館長を務めた。

## 略歴
マサチューセッツ州のイーストンの裕福な家に生まれた。ハーバード大学で学び、学位（1898年にA.B.、1899年にA.M.）を取得した。ハーバード大学で働き、植物園の園長補 (1899–1909)、 園長(1909–1922)、植物博物館（1998年に他の博物館と統合されてハーバード大学自然史博物館となる）の学芸員 (1923–1927)、Supervisor (1927–1937)、館長 (1937–1945)、 Associate Director (1945–1950)などを務めた。1826年から植物学の教授を務めた。1900年にブランシェ・エームス（Blanche Ames）と結婚した。ブランシェは後に女性運動で有名になる女性である。
ラン科の植物の研究と分類のパイオニアであり、妻のブランシェとフロリダ、カリブ諸島、フィリピン、中央アメリカ、南アメリカに調査旅行を行った。ブランシェは科学的に正確なランの図を描いた。1905年から1922年の間をかけて、エームス夫妻の7巻の著作、「ラン科」（"Orchidicae: Illustrations and Studies of the Family Orchidicae"）は出版された。
ラン科の植物の膨大なコレクションを作り上げ、1938年にハーバード大学に寄贈された。ハーバード大学標本館のOakes Ames Orchid Herbarium (AMES)と呼ばれる標本は131,000点の標本と、グリセリン漬けや液付けにした数千の花部標本などや、数百の線図が保存されている。資料室には5,000冊の書籍、論文、雑誌が保管されている。
1937年に植物博物館の館長となった。この時期は、植物博物館の有名な展示物となった、ブラシュカ父子が製作したグラス・フラワーズ（ガラスの花）の50年間にわたる購入が完了した時期で、その歴史を総括した"How Were The Glass Flowers Made?"を発表した。

## 著書の図版

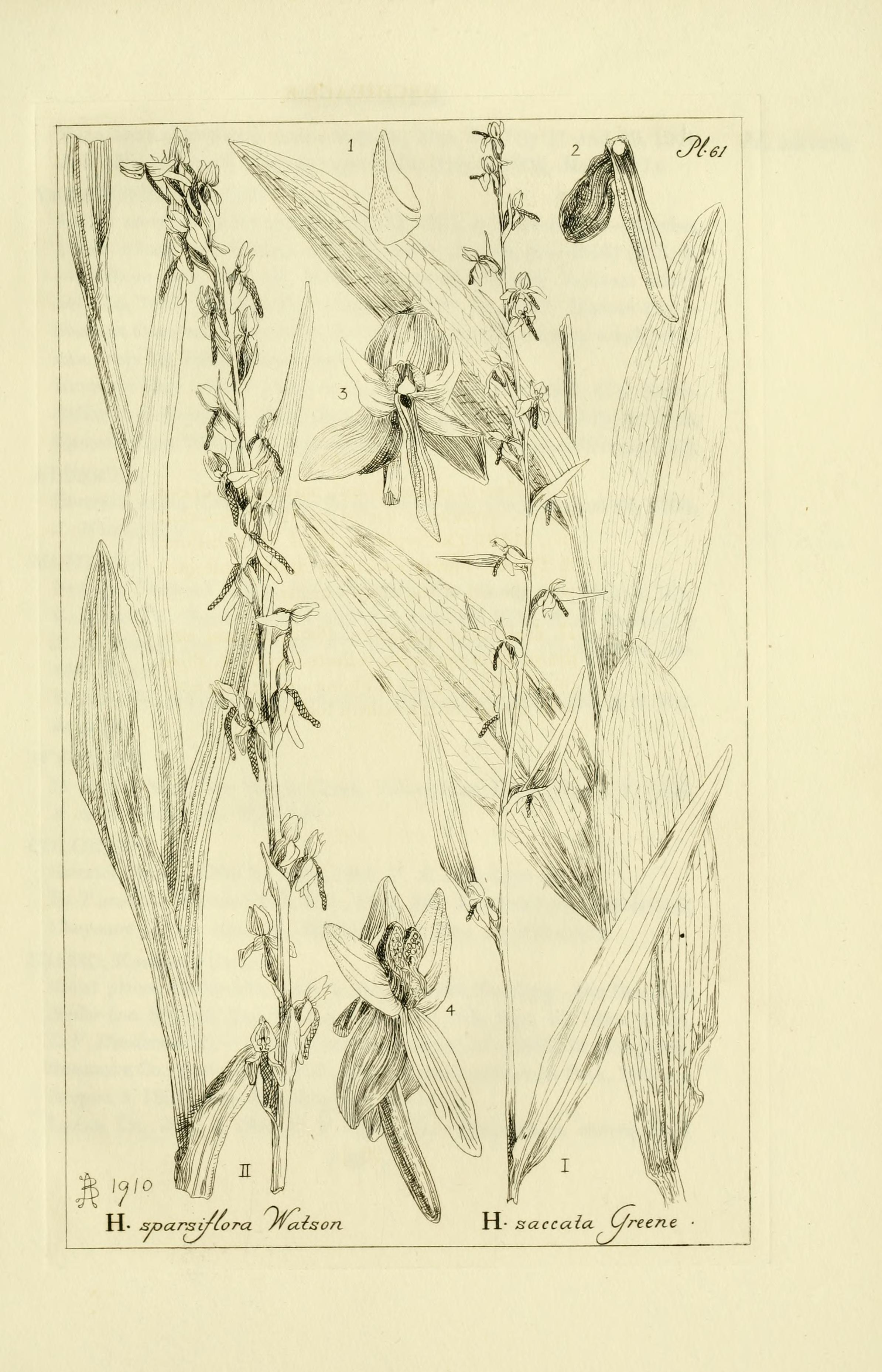
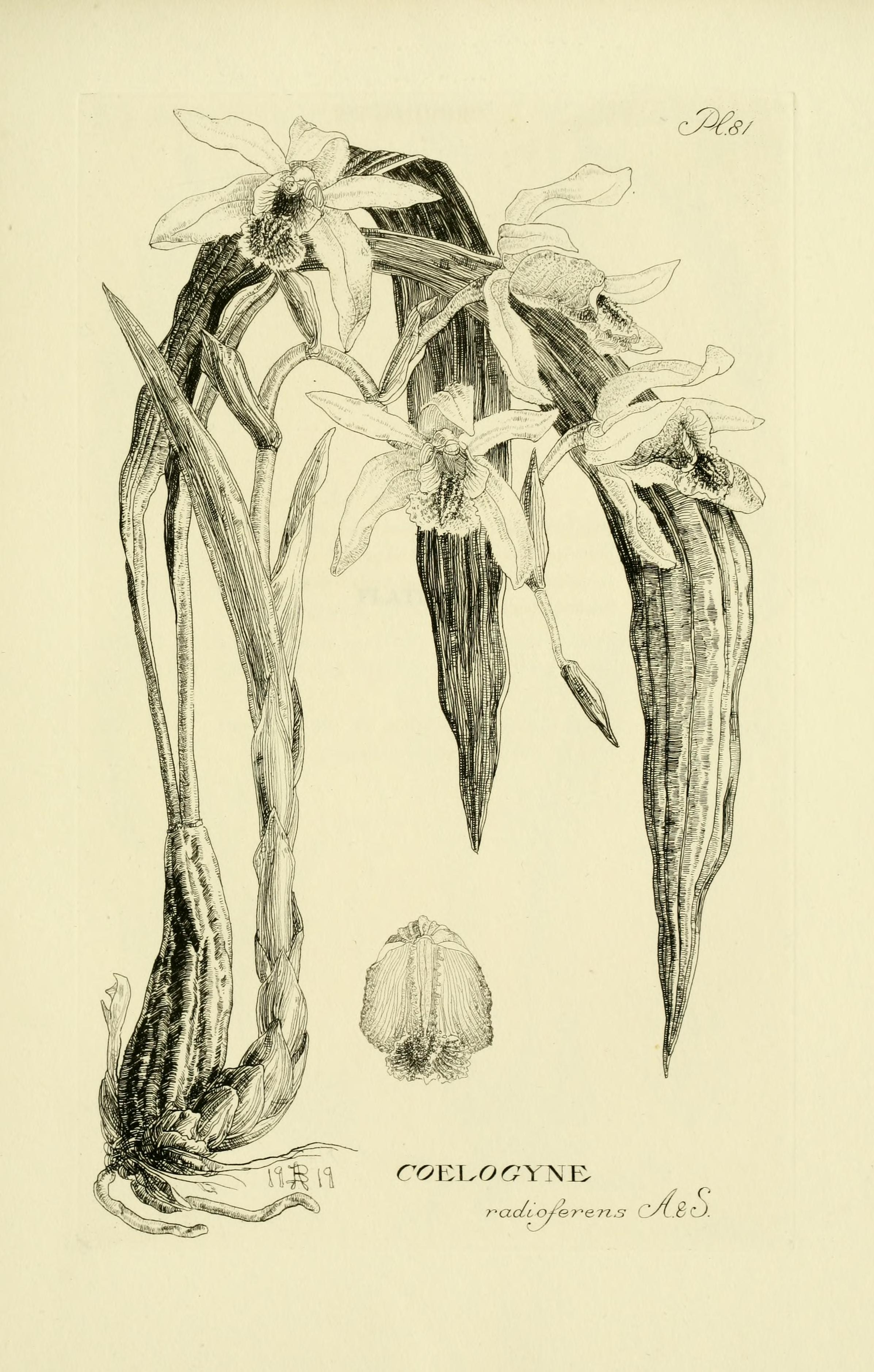
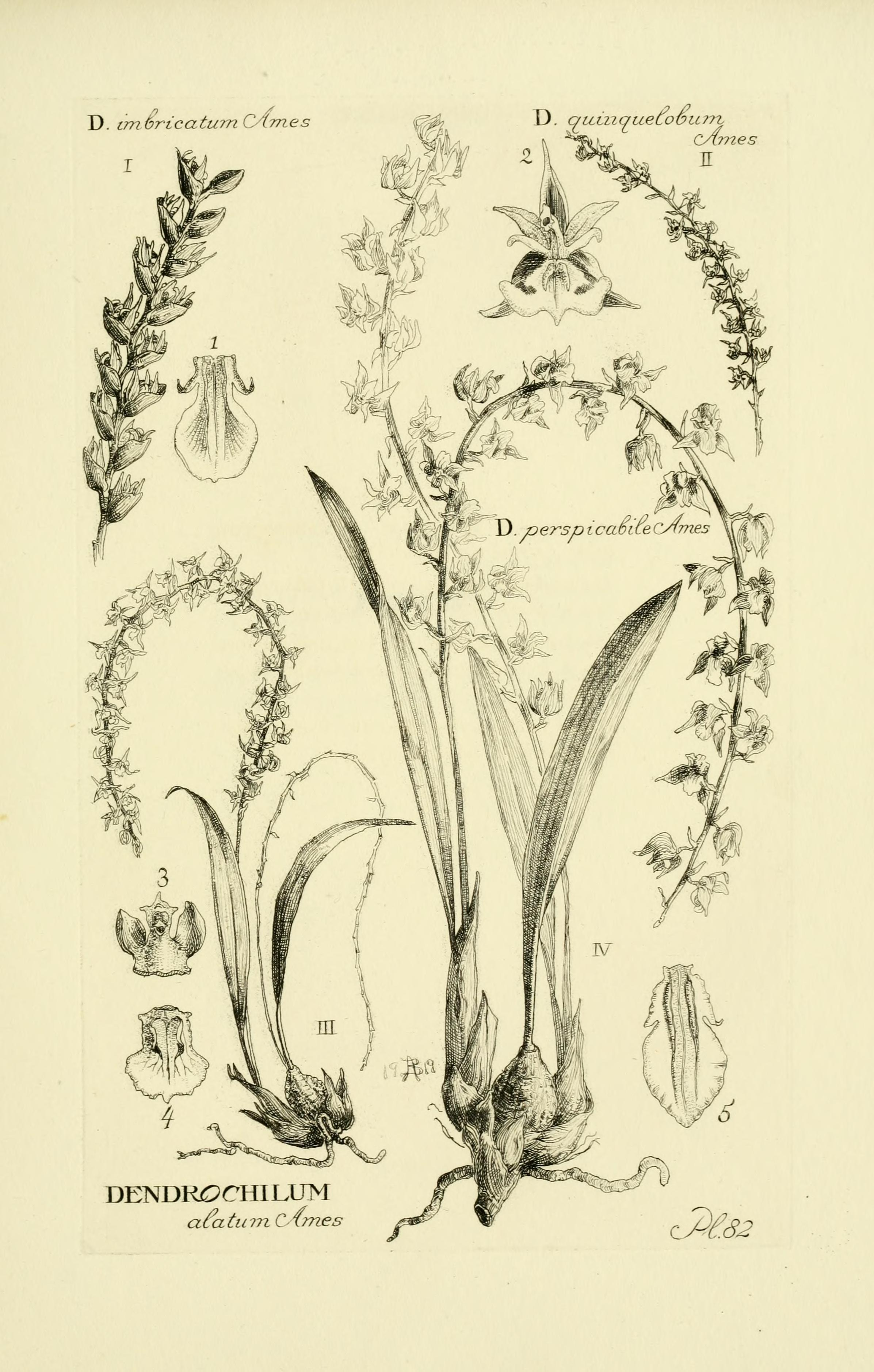
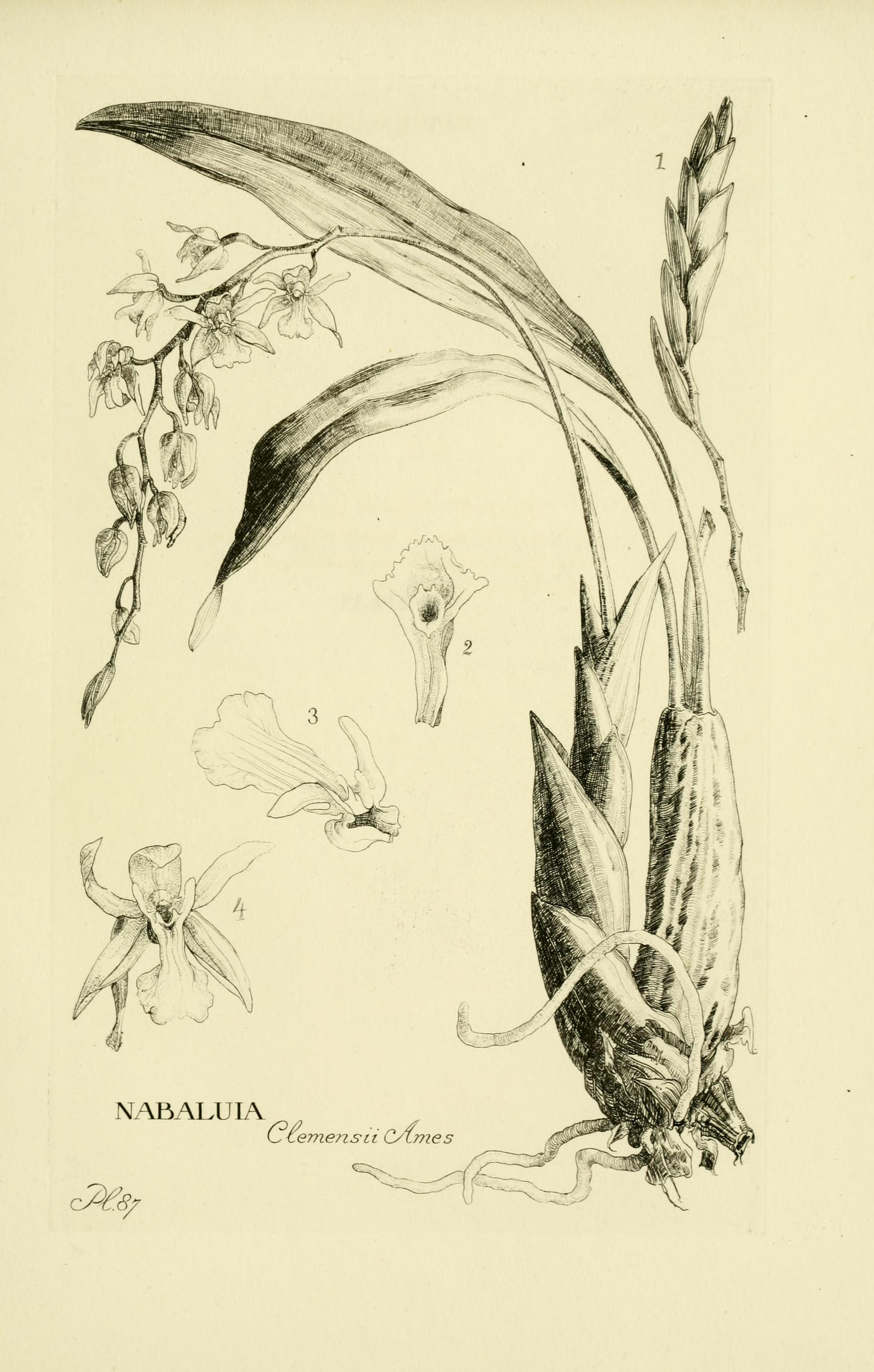
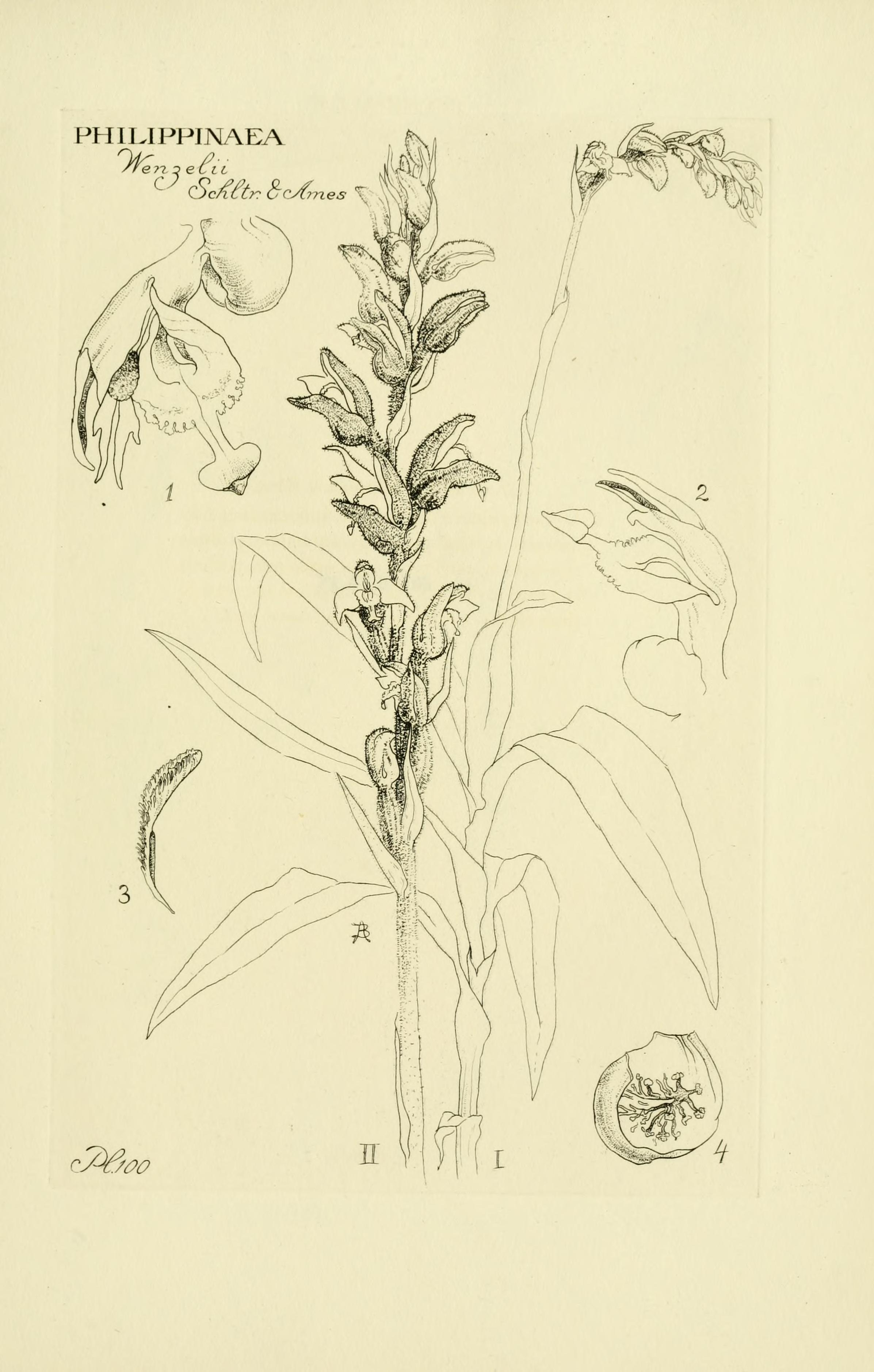

## 著作
- Orchidaceae: illustrations and studies of the family Orchidaceae, issuing from the Ames Botanical Laboratory, North Easton, Massachusetts. fasc. 1-7. Boston 1905–1922 doi:10.5962/bhl.title.15433
- Notes on Philippine orchids with descriptions of new species. Manila 1909–1920 doi:10.5962/bhl.title.15399
- Catalogue of the library of the Arnold Arboretum of Harvard University. Cosmos Press, Cambridge 1914–1933 doi:10.5962/bhl.title.13657
- Donovan Stewart Correllと共著: Orchids of Guatemala. Chicago Natural History Museum 1952–1953 doi:10.5962/bhl.title.2380
- Donovan Stewart Correllと共著: Supplement to Orchids of Guatemala, and British Honduras . Chicago Natural History Museum 1965 doi:10.5962/bhl.title.4816